# Ventana de reentrada
La ventana de reentrada, denominada también corredor de entrada, es un estrecho pasillo, centrado en un ángulo de incidencia de 6,2º, con un margen de sólo 0,7º, necesario para acceder a la atmósfera terrestre sin riesgo para la seguridad de la nave y de sus tripulantes. Si el ángulo de arribada es inferior, la nave rebotará en las capas altas de la atmósfera y se podría perder para siempre.

A)Fricción con atmósfera, B)En vuelo aéreo. C)Expulsión por ángulo inferior, D)Perpendicular al punto de ingreso, E)Exceso de fricción de 6.9° a 90°, F)Repulsión de 5.5° o menor, G)Explosión por fricción, H)Plano tangencial al punto de ingreso.

Si el ángulo de ataque es superior, el vehículo espacial se volatilizaría debido al calor generado en la fricción causada por el roce demasiado enérgico. Para amortiguar en parte este calor se emplea el escudo térmico.
El cálculo exacto de dicho corredor es imprescindible para efectuar cualquier vuelo a la Luna.